# 武雷
武雷（法語：Vourey，法語發音：[vuʁɛ]）是法国伊泽尔省的一个市镇，属于格勒诺布尔区。

## 地理
武雷（45°19'15"N, 5°31'12"E）面积6.88 平方千米，位于法国奥弗涅-罗讷-阿尔卑斯大区伊泽尔省，该省份为法国东南部内陆省份，北起顺时针与安省、萨瓦省、上阿尔卑斯省、德龙省、阿尔代什省、卢瓦尔省和罗讷省。
与武雷接壤的市镇（或旧市镇、城区）包括：沙尔内克勒、穆瓦朗、勒纳日、伊泽尔河畔圣康坦、蒂兰。

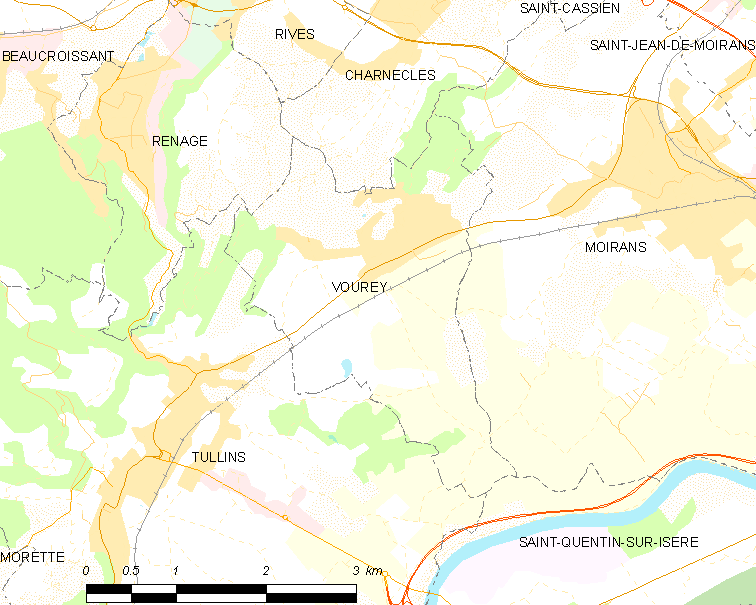
武雷的OSM定位图

武雷的时区为UTC+01:00、UTC+02:00（夏令时）。

## 行政
武雷的邮政编码为38210，INSEE市镇编码为38566。

## 政治
武雷所属的省级选区为蒂兰县。

## 人口

1962-2008年间武雷人口变化图示

武雷于2022年1月1日时的人口数量为1694人。